# Liste der Nummer-eins-Hits in den USA (2022)
Dies ist eine Liste der Nummer-eins-Hits in den USA im Jahr 2022. Die Spitzenreiter der US-Hot-100-Singlecharts und der Top-200-Albumcharts werden vom Magazin Billboard veröffentlicht.

## Singles
| ← 2021 ← | Liste der Nummer-eins-Hits in den USA | Liste der Nummer-eins-Hits in den USA                                                     | Liste der Nummer-eins-Hits in den USA | 2023 → |
| \| Zeitraum \| Wo. ges. \| Interpret \| Titel Autor(en) \| Zusätzliche Informationen \| \| (Zeitraum, Wochen auf Platz eins, Interpret, Titel, Autor[en], zusätzliche Informationen) \| \| \| \| \| \| ----------------------------------------------------------------------------------------- \| -------- \| ----------------------------------------------------------------------------------------- \| ---------------------------------------------------------------------------------------------------------------------------------------------------------------------------------------------------------------------------------------------------- \| ----------------------------------------------------------------------------------------------------------------------------------------------------------------------------------------------------------------------------------------------------------------------------------------------------------------------------------------------------------------------------------------------------------------------------------------------------------------------------------------------------------- \| \| 19. Dezember 2021 – 8. Januar 2022 3 Wochen (insgesamt 17) \| 17 \| Mariah Carey \| All I Want for Christmas Is You Walter N. Afanasieff, Mariah Carey \| – \| \| 9. Januar 2022 – 29. Januar 2022 3 Wochen (insgesamt 10) \| 10 \| Adele \| Easy on Me Gregory Allen Kurstin, Adele Laurie Blue Adkins \| – \| \| 30. Januar 2022 – 5. März 2022 5 Wochen \| 5 \| Adassa, Stephanie Beatriz, Mauro Castillo, Rhenzy Feliz, Carolina Gaitán & Diane Guerrero \| We Don’t Talk About Bruno Lin-Manuel Miranda \| We Don’t Talk About Bruno ist nach A Whole New World von Peabo Bryson und Regina Belle, welches im Jahr 1993 zum Nummer-eins-Hit avancierte, das zweite Lied aus einem Disney-Animationsfilm-Soundtrack, das die Spitze der US-Charts erreicht. Mit sechs individuell angegebenen Interpreten stellt das Lied zudem in dieser Hinsicht unter den Spitzenreitern einen neuen Rekord auf. \| \| 6. März 2022 – 9. April 2022 5 Wochen \| 5 \| Glass Animals \| Heat Waves Dave Bayley \| Heat Waves erreichte erstmals in seiner 59. Chartwoche die Spitze und stellte damit den längsten Aufstieg bis auf Platz eins dar. Zuvor hielt diesen Rekord Mariah Carey, die mit All I Want for Christmas Is You 35 Wochen in den Charts verweilte, bis sie auf den ersten Platz kletterte. \| \| 10. April 2022 – 16. April 2022 1 Woche (insgesamt 15) \| 15 \| Harry Styles \| As It Was Harry Edward Styles, Thomas Edward Percy Hull, Tyler Sam Johnson \| Für Harry Styles ist es der zweite Nummer-eins-Hit in den USA. Zudem stellte das Lied einen neuen Rekord auf, da es nach seiner ersten Nummer-eins-Platzierung viermal auf die Spitzenposition zurückkehrte. In seiner fünfzehnten Woche auf Platz 1 wurde der Song zum sich am längsten an der Spitzenposition befindlichen Lied eines einzelnen Solointerpreten in der Geschichte. Mit 15 Wochen an der Chartspitze ist As It Was zudem in dieser Hinsicht der erfolgreichste Nummer-eins-Hit des Jahres. \| \| 17. April 2022 – 23. April 2022 1 Woche (insgesamt 3) \| 3 \| Jack Harlow \| First Class Douglas Ford, William Adams, Christopher Brian Bridges, Rogét Lufti Chahayed, Stacy Ferguson, Micaiah Abdul Raheem, Jackman Thomas Harlow, Jasper Lee Harris, Jamal F. Jones, José Angel Velazquez, Nickie Jon Pabón, Elvis Williams Jr. \| Für Jack Harlow ist es der zweite Nummer-eins-Hit in den USA. Das im Lied gesampelte Stück Glamorous von Fergie und Ludacris war 2007 zwei Wochen an der Chartspitze. \| \| 24. April 2022 – 7. Mai 2022 2 Wochen (insgesamt 15) \| 15 \| Harry Styles \| As It Was Harry Edward Styles, Thomas Edward Percy Hull, Tyler Sam Johnson \| – \| \| 8. Mai 2022 – 14. Mai 2022 1 Woche \| 1 \| Future feat. Drake & Tems \| Wait for U Aubrey Graham, Isaac De Boni, Jacob Canady, Michael Mule, Nayvadius DeMun Wilburn, Tejiri Akpoghene, Temilade Openiyi \| Future steht zum ersten Mal als Hauptinterpret an der Spitze, im Jahr zuvor hatte er schon eine Nummer-eins-Platzierung als Gast von Drake. Der Kanadier ist dagegen seit 2010 zum zehnten Mal in den US-Charts ganz oben. Die Nigerianerin Tems hatte im Vorjahr ebenfalls als Gastsängerin von Drake einen Top-40-Hit und erreicht erstmals Platz 1. \| \| 15. Mai 2022 – 28. Mai 2022 2 Wochen (insgesamt 3) \| 3 \| Jack Harlow \| First Class Douglas Ford, William Adams, Christopher Brian Bridges, Rogét Lufti Chahayed, Stacy Ferguson, Micaiah Abdul Raheem, Jackman Thomas Harlow, Jasper Lee Harris, Jamal F. Jones, José Angel Velazquez, Nickie Jon Pabón, Elvis Williams Jr. \| – \| \| 29. Mai 2022 – 25. Juni 2022 4 Wochen (insgesamt 15) \| 15 \| Harry Styles \| As It Was Harry Edward Styles, Thomas Edward Percy Hull, Tyler Sam Johnson \| – \| \| 26. Juni 2022 – 2. Juli 2022 1 Woche \| 1 \| Drake feat. 21 Savage \| Jimmy Cooks Aubrey Graham, Shéyaa Bin Abraham-Joseph, Douglas Ford, Brytavious Chambers, Anderson Hernandez, Kevin Gomringer, Tim Gomringer, Ibn Young, Harry Ray, Al Goodman, Walter Morris \| Für Drake ist es bereits der elfte Nummer-eins-Hit in den USA sowie der zweite im Jahr 2022. 21 Savage steht zum zweiten Mal an der Spitze der Charts. Zu diesem Zeitpunkt war der Titel noch nicht als Single veröffentlicht. \| \| 3. Juli 2022 – 23. Juli 2022 3 Wochen (insgesamt 15) \| 15 \| Harry Styles \| As It Was Harry Edward Styles, Thomas Edward Percy Hull, Tyler Sam Johnson \| – \| \| 24. Juli 2022 – 6. August 2022 2 Wochen \| 2 \| Lizzo \| About Damn Time Blake Slatkin, Eric Frederic, Larry Price, Malcolm McLaren, Melissa Jefferson, Ronald Larkins, Stephen Hague, Theron Makiel Thomas \| Für Lizzo ist es bereits der zweite Nummer-eins-Hit in den USA. \| \| 7. August 2022 – 20. August 2022 2 Wochen \| 2 \| Beyoncé \| Break My Soul Beyoncé, Terius Nash, Christopher Stewart, Jens Christian Isaken, Shawn Carter, Freddie Ross, Adam Pigott, Allen George, Fred McFarlane \| Für Beyoncé ist es bereits der achte Nummer-eins-Hit in den USA. \| \| 21. August 2022 – 27. August 2022 1 Woche \| 1 \| Nicki Minaj \| Super Freaky Girl Onika Maraj, Gamal Lewis, Rick James, Alonzo Miller, Lukasz Gottwald, Aaron Joseph, Lauren Miller, Vaughn Oliver \| Die Rapperin steht zum dritten Mal an der Spitze der US-amerikanischen Singlecharts, sowie zum ersten Mal als Solokünstlerin. \| \| 28. August 2022 – 1. Oktober 2022 5 Wochen (insgesamt 15) \| 15 \| Harry Styles \| As It Was Harry Edward Styles, Thomas Edward Percy Hull, Tyler Sam Johnson \| – \| \| 2. Oktober 2022 – 22. Oktober 2022 3 Wochen \| 3 \| Steve Lacy \| Bad Habit Matthew Castellanos, Britanny Fousheé, Diana Gordon, John Carroll Kirby, Steve Thomas Lacy-Moya \| – \| \| 23. Oktober 2022 – 29. Oktober 2022 1 Woche \| 1 \| Sam Smith feat. Kim Petras \| Unholy Omer Fedi, James Napier, Kim Petras, Ilya Salmanzadeh, Blake Slatkin, Sam Smith, Henry Russell Walter \| Sam Smith wurde zur ersten nicht-binären Person und Kim Petras zur ersten Transperson, die einen Nummer-eins-Hit in den USA erreichen konnte. Zudem landete Petras den 7. Nummer-eins-Charterfolg mit deutscher Interpretation. \| \| 30. Oktober 2022 – 10. Dezember 2022 6 Wochen (insgesamt 8) \| 8 \| Taylor Swift \| Anti-Hero Jack Antonoff, Taylor Swift \| Für Taylor Swift ist es bereits der neunte Nummer-eins-Hit in den USA. Zudem gelang es der Künstlerin bereits zum vierten Mal, gleichzeitig mit einem Lied und einem Album direkt an der Spitze der Charts zu debütieren, womit sie ihren Rekord weiter ausbaut. Weiters belegte Swift in der Einstiegswoche auch sämtliche andere Plätze in den Top 10 der Singlecharts, was noch keinem anderen Interpreten zuvor gelang. \| \| 11. Dezember 2022 – 7. Januar 2023 4 Wochen (insgesamt 17) \| 17 \| Mariah Carey \| All I Want for Christmas Is You Walter N. Afanasieff, Mariah Carey \| – \| |                                       |                                                                                           | | |
| ← 2021 |                                       |                                                                                           | | → 2023 → |
| Zeitraum | Wo. ges.                              | Interpret                                                                                 | Titel Autor(en) | Zusätzliche Informationen |
| (Zeitraum, Wochen auf Platz eins, Interpret, Titel, Autor[en], zusätzliche Informationen) |                                       |                                                                                           | | |
| 19. Dezember 2021 – 8. Januar 2022 3 Wochen (insgesamt 17) | 17                                    | Mariah Carey                                                                              | All I Want for Christmas Is You Walter N. Afanasieff, Mariah Carey | – |
| 9. Januar 2022 – 29. Januar 2022 3 Wochen (insgesamt 10) | 10                                    | Adele                                                                                     | Easy on Me Gregory Allen Kurstin, Adele Laurie Blue Adkins | – |
| 30. Januar 2022 – 5. März 2022 5 Wochen | 5                                     | Adassa, Stephanie Beatriz, Mauro Castillo, Rhenzy Feliz, Carolina Gaitán & Diane Guerrero | We Don’t Talk About Bruno Lin-Manuel Miranda | We Don’t Talk About Bruno ist nach A Whole New World von Peabo Bryson und Regina Belle, welches im Jahr 1993 zum Nummer-eins-Hit avancierte, das zweite Lied aus einem Disney-Animationsfilm-Soundtrack, das die Spitze der US-Charts erreicht. Mit sechs individuell angegebenen Interpreten stellt das Lied zudem in dieser Hinsicht unter den Spitzenreitern einen neuen Rekord auf. |
| 6. März 2022 – 9. April 2022 5 Wochen | 5                                     | Glass Animals                                                                             | Heat Waves Dave Bayley | Heat Waves erreichte erstmals in seiner 59. Chartwoche die Spitze und stellte damit den längsten Aufstieg bis auf Platz eins dar. Zuvor hielt diesen Rekord Mariah Carey, die mit All I Want for Christmas Is You 35 Wochen in den Charts verweilte, bis sie auf den ersten Platz kletterte. |
| 10. April 2022 – 16. April 2022 1 Woche (insgesamt 15) | 15                                    | Harry Styles                                                                              | As It Was Harry Edward Styles, Thomas Edward Percy Hull, Tyler Sam Johnson | Für Harry Styles ist es der zweite Nummer-eins-Hit in den USA. Zudem stellte das Lied einen neuen Rekord auf, da es nach seiner ersten Nummer-eins-Platzierung viermal auf die Spitzenposition zurückkehrte. In seiner fünfzehnten Woche auf Platz 1 wurde der Song zum sich am längsten an der Spitzenposition befindlichen Lied eines einzelnen Solointerpreten in der Geschichte. Mit 15 Wochen an der Chartspitze ist As It Was zudem in dieser Hinsicht der erfolgreichste Nummer-eins-Hit des Jahres. |
| 17. April 2022 – 23. April 2022 1 Woche (insgesamt 3) | 3                                     | Jack Harlow                                                                               | First Class Douglas Ford, William Adams, Christopher Brian Bridges, Rogét Lufti Chahayed, Stacy Ferguson, Micaiah Abdul Raheem, Jackman Thomas Harlow, Jasper Lee Harris, Jamal F. Jones, José Angel Velazquez, Nickie Jon Pabón, Elvis Williams Jr. | Für Jack Harlow ist es der zweite Nummer-eins-Hit in den USA. Das im Lied gesampelte Stück Glamorous von Fergie und Ludacris war 2007 zwei Wochen an der Chartspitze. |
| 24. April 2022 – 7. Mai 2022 2 Wochen (insgesamt 15) | 15                                    | Harry Styles                                                                              | As It Was Harry Edward Styles, Thomas Edward Percy Hull, Tyler Sam Johnson | – |
| 8. Mai 2022 – 14. Mai 2022 1 Woche | 1                                     | Future feat. Drake & Tems                                                                 | Wait for U Aubrey Graham, Isaac De Boni, Jacob Canady, Michael Mule, Nayvadius DeMun Wilburn, Tejiri Akpoghene, Temilade Openiyi | Future steht zum ersten Mal als Hauptinterpret an der Spitze, im Jahr zuvor hatte er schon eine Nummer-eins-Platzierung als Gast von Drake. Der Kanadier ist dagegen seit 2010 zum zehnten Mal in den US-Charts ganz oben. Die Nigerianerin Tems hatte im Vorjahr ebenfalls als Gastsängerin von Drake einen Top-40-Hit und erreicht erstmals Platz 1. |
| 15. Mai 2022 – 28. Mai 2022 2 Wochen (insgesamt 3) | 3                                     | Jack Harlow                                                                               | First Class Douglas Ford, William Adams, Christopher Brian Bridges, Rogét Lufti Chahayed, Stacy Ferguson, Micaiah Abdul Raheem, Jackman Thomas Harlow, Jasper Lee Harris, Jamal F. Jones, José Angel Velazquez, Nickie Jon Pabón, Elvis Williams Jr. | – |
| 29. Mai 2022 – 25. Juni 2022 4 Wochen (insgesamt 15) | 15                                    | Harry Styles                                                                              | As It Was Harry Edward Styles, Thomas Edward Percy Hull, Tyler Sam Johnson | – |
| 26. Juni 2022 – 2. Juli 2022 1 Woche | 1                                     | Drake feat. 21 Savage                                                                     | Jimmy Cooks Aubrey Graham, Shéyaa Bin Abraham-Joseph, Douglas Ford, Brytavious Chambers, Anderson Hernandez, Kevin Gomringer, Tim Gomringer, Ibn Young, Harry Ray, Al Goodman, Walter Morris                                                         | Für Drake ist es bereits der elfte Nummer-eins-Hit in den USA sowie der zweite im Jahr 2022. 21 Savage steht zum zweiten Mal an der Spitze der Charts. Zu diesem Zeitpunkt war der Titel noch nicht als Single veröffentlicht. |
| 3. Juli 2022 – 23. Juli 2022 3 Wochen (insgesamt 15) | 15                                    | Harry Styles                                                                              | As It Was Harry Edward Styles, Thomas Edward Percy Hull, Tyler Sam Johnson | – |
| 24. Juli 2022 – 6. August 2022 2 Wochen | 2                                     | Lizzo                                                                                     | About Damn Time Blake Slatkin, Eric Frederic, Larry Price, Malcolm McLaren, Melissa Jefferson, Ronald Larkins, Stephen Hague, Theron Makiel Thomas                                                                                                   | Für Lizzo ist es bereits der zweite Nummer-eins-Hit in den USA. |
| 7. August 2022 – 20. August 2022 2 Wochen | 2                                     | Beyoncé                                                                                   | Break My Soul Beyoncé, Terius Nash, Christopher Stewart, Jens Christian Isaken, Shawn Carter, Freddie Ross, Adam Pigott, Allen George, Fred McFarlane                                                                                                | Für Beyoncé ist es bereits der achte Nummer-eins-Hit in den USA. |
| 21. August 2022 – 27. August 2022 1 Woche | 1                                     | Nicki Minaj                                                                               | Super Freaky Girl Onika Maraj, Gamal Lewis, Rick James, Alonzo Miller, Lukasz Gottwald, Aaron Joseph, Lauren Miller, Vaughn Oliver | Die Rapperin steht zum dritten Mal an der Spitze der US-amerikanischen Singlecharts, sowie zum ersten Mal als Solokünstlerin. |
| 28. August 2022 – 1. Oktober 2022 5 Wochen (insgesamt 15) | 15                                    | Harry Styles                                                                              | As It Was Harry Edward Styles, Thomas Edward Percy Hull, Tyler Sam Johnson | – |
| 2. Oktober 2022 – 22. Oktober 2022 3 Wochen | 3                                     | Steve Lacy                                                                                | Bad Habit Matthew Castellanos, Britanny Fousheé, Diana Gordon, John Carroll Kirby, Steve Thomas Lacy-Moya | – |
| 23. Oktober 2022 – 29. Oktober 2022 1 Woche | 1                                     | Sam Smith feat. Kim Petras                                                                | Unholy Omer Fedi, James Napier, Kim Petras, Ilya Salmanzadeh, Blake Slatkin, Sam Smith, Henry Russell Walter | Sam Smith wurde zur ersten nicht-binären Person und Kim Petras zur ersten Transperson, die einen Nummer-eins-Hit in den USA erreichen konnte. Zudem landete Petras den 7. Nummer-eins-Charterfolg mit deutscher Interpretation. |
| 30. Oktober 2022 – 10. Dezember 2022 6 Wochen (insgesamt 8) | 8                                     | Taylor Swift                                                                              | Anti-Hero Jack Antonoff, Taylor Swift | Für Taylor Swift ist es bereits der neunte Nummer-eins-Hit in den USA. Zudem gelang es der Künstlerin bereits zum vierten Mal, gleichzeitig mit einem Lied und einem Album direkt an der Spitze der Charts zu debütieren, womit sie ihren Rekord weiter ausbaut. Weiters belegte Swift in der Einstiegswoche auch sämtliche andere Plätze in den Top 10 der Singlecharts, was noch keinem anderen Interpreten zuvor gelang.                                                                                 |
| 11. Dezember 2022 – 7. Januar 2023 4 Wochen (insgesamt 17) | 17                                    | Mariah Carey                                                                              | All I Want for Christmas Is You Walter N. Afanasieff, Mariah Carey | – |

## Alben
| ← 2021 ← | Liste der Nummer-eins-Alben in den USA | Liste der Nummer-eins-Alben in den USA | Liste der Nummer-eins-Alben in den USA       | 2023 →                    |
| \| Zeitraum \| Wo. ges. \| Interpret \| Titel \| Zusätzliche Informationen \| \| (Zeitraum, Wochen auf Platz eins, Interpret, Titel, zusätzliche Informationen) \| \| \| \| \| \| ------------------------------------------------------------------------------ \| -------- \| --------------------- \| -------------------------------------------- \| ------------------------- \| \| 28. November 2021 – 8. Januar 2022 6 Wochen \| 6 \| Adele \| 30 \| – \| \| 9. Januar 2022 – 15. Januar 2022 1 Woche (insgesamt 9) \| 9 \| (Soundtrack) \| Encanto (Original Motion Picture Soundtrack) \| – \| \| 16. Januar 2022 – 22. Januar 2022 1 Woche \| 1 \| Gunna \| DS4Ever \| – \| \| 23. Januar 2022 – 19. März 2022 8 Wochen (insgesamt 9) \| 9 \| (Soundtrack) \| Encanto (Original Motion Picture Soundtrack) \| – \| \| 20. März 2022 – 26. März 2022 1 Woche (insgesamt 2) \| 2 \| Lil Durk \| 7220 \| – \| \| 27. März 2022 – 2. April 2022 1 Woche \| 1 \| Stray Kids \| Oddinary \| – \| \| 3. April 2022 – 9. April 2022 1 Woche \| 1 \| Machine Gun Kelly \| Mainstream Sellout \| – \| \| 10. April 2022 – 16. April 2022 1 Woche \| 1 \| Red Hot Chili Peppers \| Unlimited Love \| – \| \| 17. April 2022 – 23. April 2022 1 Woche (insgesamt 2) \| 2 \| Lil Durk \| 7220 \| – \| \| 24. April 2022 – 30. April 2022 1 Woche (insgesamt 2) \| 2 \| Tyler, the Creator \| Call Me If You Get Lost \| – \| \| 1. Mai 2022 – 7. Mai 2022 1 Woche \| 1 \| Pusha T \| It’s Almost Dry \| – \| \| 8. Mai 2022 – 14. Mai 2022 1 Woche \| 1 \| Future \| I Never Liked You \| – \| \| 15. Mai 2022 – 21. Mai 2022 1 Woche (insgesamt 13) \| 13 \| Bad Bunny \| Un verano sin ti \| – \| \| 22. Mai 2022 – 28. Mai 2022 1 Woche \| 1 \| Kendrick Lamar \| Mr. Morale & the Big Steppers \| – \| \| 29. Mai 2022 – 11. Juni 2022 2 Wochen \| 2 \| Harry Styles \| Harry’s House \| – \| \| 12. Juni 2022 – 18. Juni 2022 1 Woche (insgesamt 13) \| 13 \| Bad Bunny \| Un verano sin ti \| – \| \| 19. Juni 2022 – 25. Juni 2022 1 Woche \| 1 \| BTS \| Proof \| – \| \| 26. Juni 2022 – 2. Juli 2022 1 Woche \| 1 \| Drake \| Honestly, Nevermind \| – \| \| 3. Juli 2022 – 6. August 2022 5 Wochen (insgesamt 13) \| 13 \| Bad Bunny \| Un verano sin ti \| – \| \| 7. August 2022 – 13. August 2022 1 Woche \| 1 \| Beyoncé \| Renaissance \| – \| \| 14. August 2022 – 20. August 2022 1 Woche (insgesamt 13) \| 13 \| Bad Bunny \| Un verano sin ti \| – \| \| 21. August 2022 – 27. August 2022 1 Woche \| 1 \| Rod Wave \| Beautiful Mind \| – \| \| 28. August 2022 – 3. September 2022 1 Woche (insgesamt 13) \| 13 \| Bad Bunny \| Un verano sin ti \| – \| \| 4. September 2022 – 10. September 2022 1 Woche \| 1 \| DJ Khaled \| God Did \| – \| \| 11. September 2022 – 24. September 2022 2 Wochen (insgesamt 13) \| 13 \| Bad Bunny \| Un verano sin ti \| – \| \| 25. September 2022 – 1. Oktober 2022 1 Woche \| 1 \| Blackpink \| Born Pink \| – \| \| 2. Oktober 2022 – 15. Oktober 2022 2 Wochen (insgesamt 13) \| 13 \| Bad Bunny \| Un verano sin ti \| – \| \| 16. Oktober 2022 – 22. Oktober 2022 1 Woche \| 1 \| Stray Kids \| Maxident \| – \| \| 23. Oktober 2022 – 29. Oktober 2022 1 Woche \| 1 \| Lil Baby \| It’s Only Me \| – \| \| 30. Oktober 2022 – 12. November 2022 2 Wochen (insgesamt 6) \| 6 \| Taylor Swift \| Midnights \| – \| \| 13. November 2022 – 19. November 2022 1 Woche \| 1 \| Drake & 21 Savage \| Her Loss \| – \| \| 20. November 2022 – 10. Dezember 2022 3 Wochen (insgesamt 6) \| 6 \| Taylor Swift \| Midnights \| – \| \| 11. Dezember 2022 – 17. Dezember 2022 1 Woche \| 1 \| Metro Boomin \| Heroes & Villains \| – \| \| 18. Dezember 2022 – 4. Februar 2023 7 Wochen (insgesamt 13) \| 13 \| SZA \| SOS \| – \| |                                        |                                        |                                              |                           |
| ← 2021 |                                        |                                        |                                              | → 2023 →                  |
| Zeitraum | Wo. ges.                               | Interpret                              | Titel                                        | Zusätzliche Informationen |
| (Zeitraum, Wochen auf Platz eins, Interpret, Titel, zusätzliche Informationen) |                                        |                                        |                                              |                           |
| 28. November 2021 – 8. Januar 2022 6 Wochen | 6                                      | Adele                                  | 30                                           | –                         |
| 9. Januar 2022 – 15. Januar 2022 1 Woche (insgesamt 9) | 9                                      | (Soundtrack)                           | Encanto (Original Motion Picture Soundtrack) | –                         |
| 16. Januar 2022 – 22. Januar 2022 1 Woche | 1                                      | Gunna                                  | DS4Ever                                      | –                         |
| 23. Januar 2022 – 19. März 2022 8 Wochen (insgesamt 9) | 9                                      | (Soundtrack)                           | Encanto (Original Motion Picture Soundtrack) | –                         |
| 20. März 2022 – 26. März 2022 1 Woche (insgesamt 2) | 2                                      | Lil Durk                               | 7220                                         | –                         |
| 27. März 2022 – 2. April 2022 1 Woche | 1                                      | Stray Kids                             | Oddinary                                     | –                         |
| 3. April 2022 – 9. April 2022 1 Woche | 1                                      | Machine Gun Kelly                      | Mainstream Sellout                           | –                         |
| 10. April 2022 – 16. April 2022 1 Woche | 1                                      | Red Hot Chili Peppers                  | Unlimited Love                               | –                         |
| 17. April 2022 – 23. April 2022 1 Woche (insgesamt 2) | 2                                      | Lil Durk                               | 7220                                         | –                         |
| 24. April 2022 – 30. April 2022 1 Woche (insgesamt 2) | 2                                      | Tyler, the Creator                     | Call Me If You Get Lost                      | –                         |
| 1. Mai 2022 – 7. Mai 2022 1 Woche | 1                                      | Pusha T                                | It’s Almost Dry                              | –                         |
| 8. Mai 2022 – 14. Mai 2022 1 Woche | 1                                      | Future                                 | I Never Liked You                            | –                         |
| 15. Mai 2022 – 21. Mai 2022 1 Woche (insgesamt 13) | 13                                     | Bad Bunny                              | Un verano sin ti                             | –                         |
| 22. Mai 2022 – 28. Mai 2022 1 Woche | 1                                      | Kendrick Lamar                         | Mr. Morale & the Big Steppers                | –                         |
| 29. Mai 2022 – 11. Juni 2022 2 Wochen | 2                                      | Harry Styles                           | Harry’s House                                | –                         |
| 12. Juni 2022 – 18. Juni 2022 1 Woche (insgesamt 13) | 13                                     | Bad Bunny                              | Un verano sin ti                             | –                         |
| 19. Juni 2022 – 25. Juni 2022 1 Woche | 1                                      | BTS                                    | Proof                                        | –                         |
| 26. Juni 2022 – 2. Juli 2022 1 Woche | 1                                      | Drake                                  | Honestly, Nevermind                          | –                         |
| 3. Juli 2022 – 6. August 2022 5 Wochen (insgesamt 13) | 13                                     | Bad Bunny                              | Un verano sin ti                             | –                         |
| 7. August 2022 – 13. August 2022 1 Woche | 1                                      | Beyoncé                                | Renaissance                                  | –                         |
| 14. August 2022 – 20. August 2022 1 Woche (insgesamt 13) | 13                                     | Bad Bunny                              | Un verano sin ti                             | –                         |
| 21. August 2022 – 27. August 2022 1 Woche | 1                                      | Rod Wave                               | Beautiful Mind                               | –                         |
| 28. August 2022 – 3. September 2022 1 Woche (insgesamt 13) | 13                                     | Bad Bunny                              | Un verano sin ti                             | –                         |
| 4. September 2022 – 10. September 2022 1 Woche | 1                                      | DJ Khaled                              | God Did                                      | –                         |
| 11. September 2022 – 24. September 2022 2 Wochen (insgesamt 13) | 13                                     | Bad Bunny                              | Un verano sin ti                             | –                         |
| 25. September 2022 – 1. Oktober 2022 1 Woche | 1                                      | Blackpink                              | Born Pink                                    | –                         |
| 2. Oktober 2022 – 15. Oktober 2022 2 Wochen (insgesamt 13) | 13                                     | Bad Bunny                              | Un verano sin ti                             | –                         |
| 16. Oktober 2022 – 22. Oktober 2022 1 Woche | 1                                      | Stray Kids                             | Maxident                                     | –                         |
| 23. Oktober 2022 – 29. Oktober 2022 1 Woche | 1                                      | Lil Baby                               | It’s Only Me                                 | –                         |
| 30. Oktober 2022 – 12. November 2022 2 Wochen (insgesamt 6) | 6                                      | Taylor Swift                           | Midnights                                    | –                         |
| 13. November 2022 – 19. November 2022 1 Woche | 1                                      | Drake & 21 Savage                      | Her Loss                                     | –                         |
| 20. November 2022 – 10. Dezember 2022 3 Wochen (insgesamt 6) | 6                                      | Taylor Swift                           | Midnights                                    | –                         |
| 11. Dezember 2022 – 17. Dezember 2022 1 Woche | 1                                      | Metro Boomin                           | Heroes & Villains                            | –                         |
| 18. Dezember 2022 – 4. Februar 2023 7 Wochen (insgesamt 13) | 13                                     | SZA                                    | SOS                                          | –                         |

## Jahreshitparaden
| ← 2021 ← | Liste der Nummer-eins-Hits in den USA | Liste der Nummer-eins-Hits in den USA                     | Liste der Nummer-eins-Hits in den USA | 2023 →   |
| \| Singles \| Position# \| Alben \| \| ---------------------------------------------------------------------------------------------------------------------------------------------------------------------------------------------------------------------------------------------------------------- \| --------- \| --------------------------------------------------------- \| \| Heat Waves Glass Animals Dave Bayley \| 1 \| Un verano sin ti Bad Bunny \| \| As It Was Harry Styles Harry Edward Styles, Thomas Edward Percy Hull, Tyler Sam Johnson \| 2 \| 30 Adele \| \| Stay The Kid Laroi & Justin Bieber Charlton Kenneth Jeffrey Howard, Justin Drew Bieber, Blake Slatkin, Charlie Puth, Magnus August Høiberg, Michael Mulé, Isaac De Boni, Omer Fedi, Subhaan Rahmaan \| 3 \| Dangerous: The Double Album Morgan Wallen \| \| Easy on Me Adele Gregory Allen Kurstin, Adele Laurie Blue Adkins \| 4 \| Midnights Taylor Swift \| \| Shivers Ed Sheeran Edward Sheeran, Steve McCutcheon, Kal Lavelle, John McDaid \| 5 \| Red (Taylor’s Version) Taylor Swift \| \| First Class Jack Harlow Douglas Ford, William Adams, Christopher Brian Bridges, Rogét Lufti Chahayed, Stacy Ferguson, Micaiah Abdul Raheem, Jackman Thomas Harlow, Jasper Lee Harris, Jamal F. Jones, José Angel Velazquez, Nickie Jon Pabón, Elvis Williams Jr. \| 6 \| Encanto (Original Motion Picture Soundtrack) (Soundtrack) \| \| Big Energy Latto Alyssa Stephens, Theron Thomas, A1 LaFlare \| 7 \| Harry’s House Harry Styles \| \| Ghost Justin Bieber , Jonathan Bellion, Jordan K. Johnson, Stefan Johnson, Michael Pollack \| 8 \| Sour Olivia Rodrigo \| \| Super Gremlin Kodak Black Bill Kapri, Jacob Canady, Maik Alexander Timmermann \| 9 \| Certified Lover Boy Drake \| \| Cold Heart (Pnau Remix) Elton John & Dua Lipa Dean John Meredith, Andrew John Meecham, Elton John, Bernard J. P. Taupin, Nicholas George Littlemore, Peter Bruce Mayes, Samuel David Littlemore \| 10 \| The Highlights The Weeknd \| |                                       |                                                           |                                       |          |
| ← 2021 |                                       |                                                           |                                       | → 2023 → |
| Singles | Position#                             | Alben                                                     |                                       |          |
| Heat Waves Glass Animals Dave Bayley | 1                                     | Un verano sin ti Bad Bunny                                |                                       |          |
| As It Was Harry Styles Harry Edward Styles, Thomas Edward Percy Hull, Tyler Sam Johnson | 2                                     | 30 Adele                                                  |                                       |          |
| Stay The Kid Laroi & Justin Bieber Charlton Kenneth Jeffrey Howard, Justin Drew Bieber, Blake Slatkin, Charlie Puth, Magnus August Høiberg, Michael Mulé, Isaac De Boni, Omer Fedi, Subhaan Rahmaan | 3                                     | Dangerous: The Double Album Morgan Wallen                 |                                       |          |
| Easy on Me Adele Gregory Allen Kurstin, Adele Laurie Blue Adkins | 4                                     | Midnights Taylor Swift                                    |                                       |          |
| Shivers Ed Sheeran Edward Sheeran, Steve McCutcheon, Kal Lavelle, John McDaid | 5                                     | Red (Taylor’s Version) Taylor Swift                       |                                       |          |
| First Class Jack Harlow Douglas Ford, William Adams, Christopher Brian Bridges, Rogét Lufti Chahayed, Stacy Ferguson, Micaiah Abdul Raheem, Jackman Thomas Harlow, Jasper Lee Harris, Jamal F. Jones, José Angel Velazquez, Nickie Jon Pabón, Elvis Williams Jr. | 6                                     | Encanto (Original Motion Picture Soundtrack) (Soundtrack) |                                       |          |
| Big Energy Latto Alyssa Stephens, Theron Thomas, A1 LaFlare | 7                                     | Harry’s House Harry Styles                                |                                       |          |
| Ghost Justin Bieber , Jonathan Bellion, Jordan K. Johnson, Stefan Johnson, Michael Pollack | 8                                     | Sour Olivia Rodrigo                                       |                                       |          |
| Super Gremlin Kodak Black Bill Kapri, Jacob Canady, Maik Alexander Timmermann | 9                                     | Certified Lover Boy Drake                                 |                                       |          |
| Cold Heart (Pnau Remix) Elton John & Dua Lipa Dean John Meredith, Andrew John Meecham, Elton John, Bernard J. P. Taupin, Nicholas George Littlemore, Peter Bruce Mayes, Samuel David Littlemore | 10                                    | The Highlights The Weeknd                                 |                                       |          |